# Anchomomys
Anchomomys — рід адапіформних приматів, що жили в Європі та Африці в середньому еоцені.